# Landtagswahlen im Saarland
Hier sind die Ergebnisse der Wahlen zum Landtag des Saarlandes nach 1945. Das Saarland war bis zum 1. Januar 1957 ein autonomes Gebiet unter französischem Protektorat, seitdem ist es ein deutsches Bundesland. Dargestellt sind die Sitze der Parteien. Ab 1980 wurde die Sitzzahl von 50 auf 51 erhöht, damit es nicht zu Pattsituationen kommt.
Anmerkungen:
- SPS = Sozialdemokratische Partei Saar
- DSP (Deutsche Sozialdemokratische Partei), nach der Eingliederung in die Bundesrepublik Fusion mit SPS zur SPD-Saar
- FDP/DPS = FDP/Demokratische Partei Saar (Landesverband der FDP im Saarland)
- CVP = Christliche Volkspartei (später Zusammenschluss der CVP mit der CSU)
- SVP: Beim Zusammenschluss von CVP (bereits als Landesverband der CSU) und der CDU Saar zur CDU Deutschland, Landesverband Saar spaltete sich auf Seiten der CDU Saar die Christlich-Nationale Gemeinschaft (CNG) (bedeutungslos) und die SVP ab. Die SVP fusionierte im Vorfeld der Wahlen 1965 mit der Zentrumspartei zur wieder gegründeten CVP.

- KP = Kommunistische Partei – Landesverband Saar, ab 1956 Kommunistische Partei des Saarlands, am 9. April 1957 als Nachfolgeorganisation der verbotenen KPD aufgelöst
- DDU = Deutsche Demokratische Union

## 1. Wahlperiode (1947)
| Wahl vom 5. Oktober 1947                | Wahl vom 5. Oktober 1947 | Wahl vom 5. Oktober 1947 | Wahl vom 5. Oktober 1947 |
| --------------------------------------- | ------------------------ | ------------------------ | ------------------------ |
| Sitzverteilung der 1. Legislaturperiode |                          |                          |                          |
| Wahlberechtigte                         | 520.855                  |                          |                          |
| Wahlbeteiligung                         | 498.627                  | 95,7 %                   |                          |
| gültige Stimmen                         | 449.565                  | 90,2 %                   |                          |
| CVP                                     | 230.082                  | 51,2 %                   | 28 Mand.                 |
| SPS                                     | 147.292                  | 32,8 %                   | 17 Mand.                 |
| KP                                      | 37.936                   | 8,4 %                    | 2 Mand.                  |
| DPS                                     | 34.255                   | 7,6 %                    | 3 Mand.                  |
| Summen                                  |                          | 100 %                    | 50 Mand.                 |

Seit 1947 war das Saarland ein autonomes Gebiet unter französischer Protektion. Die Wahlen vom 5. Oktober 1947 waren die ersten freien Wahlen zu einem Landtag seit 1935. Die erste Aufgabe des Landtages war die Verabschiedung einer Verfassung für das Saarland und wurde daher als Verfassunggebende Versammlung bezeichnet.
Ein von der Militärregierung erlassenes Wahlgesetz schrieb vor, dass Personen, die am 30. Januar 1935 nicht an der Saar, sondern im übrigen Deutschen Reich wohnhaft waren, nur dann wahlberechtigt waren, wenn sie danach wenigstens zehn Jahre ihren ständigen Wohnsitz an der Saar hatten. Hierdurch wurden etwa 35.000 Personen vom Wahlrecht ausgeschlossen. Darüber hinaus waren ehemalige Mitglieder der NSDAP und anderer NS-Organisationen nicht wahlberechtigt.
An der Wahl teilnehmen konnte nur, wer wahlberechtigt war und sich rechtzeitig in Wahllisten eingetragen hatte. Dies erklärt die besonders hohe Wahlbeteiligung: wer ohnehin nicht an der Wahl teilnehmen wollte, trug sich auch nicht in die Wahllisten ein.
Bei der Wahl konnte die Christliche Volkspartei des Saarlandes mit ihrem Vorsitzenden Johannes Hoffmann die absolute Mehrheit erringen.
Siehe auch:
- Landtagswahl im Saarland 1947
- Liste der Mitglieder des Saarländischen Landtages (1. Wahlperiode)
- Kabinett Hoffmann I
- Kabinett Hoffmann II

## 2. Wahlperiode (1952)
| Wahl vom 30. November 1952              | Wahl vom 30. November 1952 | Wahl vom 30. November 1952 | Wahl vom 30. November 1952 |
| --------------------------------------- | -------------------------- | -------------------------- | -------------------------- |
| Sitzverteilung der 2. Legislaturperiode |                            |                            |                            |
| Wahlberechtigte                         | 622.428                    |                            |                            |
| Wahlbeteiligung                         | 579.226                    | 93,1 %                     |                            |
| gültige Stimmen                         | 437.350                    | 75,5 %                     |                            |
| CVP                                     | 239.405                    | 54,7 %                     | 29 Mand.                   |
| SPS                                     | 141.855                    | 32,4 %                     | 17 Mand.                   |
| KP                                      | 41.404                     | 9,5 %                      | 4 Mand.                    |
| DV                                      | 14.669                     | 3,4 %                      | — Mand.                    |
| Summen                                  |                            | 100 %                      | 50 Mand.                   |

Die DPS wurde 1951 wegen ihrer Forderung, das Saarland in die Bundesrepublik Deutschland einzugliedern, verboten und konnte daher an der Landtagswahl 1952 nicht teilnehmen. Sie forderte daher die Saarländer zur Abgabe ungültiger Stimmzettel bzw. zur Stimmenthaltung auf. Außerdem wurden die Anfang 1952 neu gegründeten Parteien CDU Saar (Christlich-Demokratische Union des Saarlandes) und DSP Saar (Deutsche Sozialdemokratische Partei Saar) nicht zugelassen und konnten daher ebenfalls nicht an der Wahl teilnehmen.
Der Deutsche Bundestag protestierte in der Sitzung vom 18. November 1952 gegen die Nichtzulassung der Parteien und verweigerte den Scheinwahlen die Anerkennung. Bundeskanzler Konrad Adenauer erklärte in dieser Sitzung, dass die Bundesregierung die Landtagswahlen von 1952 nicht als freie Wahlen anerkennen könne, da sie das Wahlergebnis von vornherein als verfälscht ansehe, weil ein erheblicher Teil der Bevölkerung nicht die Möglichkeit habe, ihrem politischen Willen positiven Ausdruck zu verleihen.
Die hohe Wahlbeteiligung von 93,1 % und der hohe Anteil an ungültigen Stimmen (24,5 %) sind vor diesem Hintergrund zu sehen.
Die Deutsche Volkspartei (DV) wurde im Oktober 1952 gegründet und am 7. November registriert. Wegen der kurzen Zeitspanne zwischen Parteigründung und Landtagswahl war die DV für den Wahlausgang nicht relevant. Sie löste sich 1955 auf und fusionierte mit der wiedergegründeten DPS. Erstmals galt eine Sperrklausel von 5 %.
Bei der Wahl erreichte die CVP die absolute Mehrheit und stellte in einer Koalition mit der SPS mit Johannes Hoffmann den Ministerpräsidenten.
Siehe auch:
- Landtagswahl im Saarland 1952
- Liste der Mitglieder des Saarländischen Landtages (2. Wahlperiode)
- Kabinett Hoffmann III
- Kabinett Hoffmann IV
- Kabinett Welsch

## 3. Wahlperiode (1955)
| Wahl vom 18. Dezember 1955              | Wahl vom 18. Dezember 1955 | Wahl vom 18. Dezember 1955 | Wahl vom 18. Dezember 1955 |
| --------------------------------------- | -------------------------- | -------------------------- | -------------------------- |
| Sitzverteilung der 3. Legislaturperiode |                            |                            |                            |
| Wahlberechtigte                         | 664.388                    |                            |                            |
| Wahlbeteiligung                         | 600.196                    | 90,3 %                     |                            |
| gültige Stimmen                         | 589.179                    | 98,2 %                     |                            |
| CDU                                     | 149.525                    | 25,4 %                     | 14 Mand.                   |
| DPS                                     | 142.602                    | 24,2 %                     | 13 Mand.                   |
| CVP                                     | 128.658                    | 21,8 %                     | 12 Mand.                   |
| SPD                                     | 84.414                     | 14,3 %                     | 7 Mand.                    |
| KP                                      | 38.698                     | 6,6 %                      | 2 Mand.                    |
| SPS                                     | 34.285                     | 5,8 %                      | 2 Mand.                    |
| DDU                                     | 5.121                      | 0,9 %                      | — Mand.                    |
| CSU-S                                   | 3.795                      | 0,6 %                      | — Mand.                    |
| ÜEVPS                                   | 2.081                      | 0,4 %                      | — Mand.                    |
| Summen                                  |                            | 100 %                      | 50 Mand.                   |

Am Tag der Wahl war das Saarland noch autonomes Gebiet; die Eingliederung in die Bundesrepublik Deutschland war jedoch bereits beschlossen.
Zu Beginn der Legislaturperiode hatte die DPS 12 (24,2 %) und die CVP 13 Sitze (21,8 %), dies wurde nachträglich im April 1956 geändert.
Siehe auch:
- Landtagswahl im Saarland 1955
- Liste der Mitglieder des Saarländischen Landtages (3. Wahlperiode)
- Kabinett Ney
- Kabinett Reinert I
- Kabinett Reinert II
- Kabinett Röder I

## 4. Wahlperiode (1960)
| Wahl vom 4. Dezember 1960               | Wahl vom 4. Dezember 1960 | Wahl vom 4. Dezember 1960 | Wahl vom 4. Dezember 1960 |
| --------------------------------------- | ------------------------- | ------------------------- | ------------------------- |
| Sitzverteilung der 4. Legislaturperiode |                           |                           |                           |
| Wahlberechtigte                         | 718.963                   |                           |                           |
| Wahlbeteiligung                         | 568.560                   | 79,1 %                    |                           |
| gültige Stimmen                         | 532.832                   | 93,3 %                    |                           |
| CDU                                     | 195.060                   | 36,6 %                    | 19 Mand.                  |
| SPD                                     | 159.698                   | 30,0 %                    | 16 Mand.                  |
| DPS                                     | 73.718                    | 13,8 %                    | 7 Mand.                   |
| SVP                                     | 60.557                    | 11,4 %                    | 6 Mand.                   |
| DDU                                     | 26.743                    | 5,0 %                     | 2 Mand.                   |
| CNG                                     | 13.731                    | 2,6 %                     | — Mand.                   |
| DRP                                     | 3.325                     | 0,6 %                     | — Mand.                   |
| Summen                                  |                           | 100,0 %                   | 50 Mand.                  |

Siehe auch:
- Landtagswahl im Saarland 1960
- Liste der Mitglieder des Saarländischen Landtages (4. Wahlperiode)
- Kabinett Röder II

## 5. Wahlperiode (1965)
| Wahl vom 27. Juni 1965                  | Wahl vom 27. Juni 1965 | Wahl vom 27. Juni 1965 | Wahl vom 27. Juni 1965 |
| --------------------------------------- | ---------------------- | ---------------------- | ---------------------- |
| Sitzverteilung der 5. Legislaturperiode |                        |                        |                        |
| Wahlberechtigte                         | 746.532                |                        |                        |
| Wahlbeteiligung                         | 610.836                | 81,8 %                 |                        |
| gültige Stimmen                         | 594.956                | 97,4 %                 |                        |
| CDU                                     | 254.143                | 42,7 %                 | 23 Mand.               |
| SPD                                     | 241.954                | 40,7 %                 | 21 Mand.               |
| FDP/DPS                                 | 49.524                 | 8,3 %                  | 4 Mand.                |
| SVP/CVP                                 | 30.750                 | 5,2 %                  | 2 Mand.                |
| DDU                                     | 18.585                 | 3,1 %                  | — Mand.                |
| Summen                                  |                        | 100 %                  | 50 Mand.               |

Siehe auch:
- Landtagswahl im Saarland 1965
- Liste der Mitglieder des Saarländischen Landtages (5. Wahlperiode)
- Kabinett Röder III

## 6. Wahlperiode (1970)
| Wahl vom 14. Juni 1970                  | Wahl vom 14. Juni 1970 | Wahl vom 14. Juni 1970 | Wahl vom 14. Juni 1970 |
| --------------------------------------- | ---------------------- | ---------------------- | ---------------------- |
| Sitzverteilung der 6. Legislaturperiode |                        |                        |                        |
| Wahlberechtigte                         | 787.049                |                        |                        |
| Wahlbeteiligung                         | 653.669                | 83,1 %                 |                        |
| gültige Stimmen                         | 643.903                | 98,5 %                 |                        |
| CDU                                     | 308.107                | 47,8 %                 | 27 Mand.               |
| SPD                                     | 262.492                | 40,8 %                 | 23 Mand.               |
| FDP/DPS                                 | 28.167                 | 4,4 %                  | — Mand.                |
| NPD                                     | 22.020                 | 3,4 %                  | — Mand.                |
| DKP                                     | 17.344                 | 2,7 %                  | — Mand.                |
| SVP/CVP                                 | 5.773                  | 0,9 %                  | — Mand.                |
| Summen                                  |                        | 100,0 %                | 50 Mand.               |

Die Wahlen zum 6. Saarländischen Landtag fanden zeitgleich mit den Landtagswahlen in Nordrhein-Westfalen und Niedersachsen statt. In allen drei Ländern erzielte die CDU deutliche Stimmengewinne, während die auf Bundesebene seit 1969 mit der SPD koalierende FDP im Saarland und in Niedersachsen unter die Fünfprozenthürde fiel. Im Saarland waren damit erstmals nur zwei Parteien im Landtag vertreten, was der CDU ebenfalls zum ersten Mal die Bildung einer Alleinregierung ermöglichte.
Siehe auch:
- Landtagswahl im Saarland 1970
- Liste der Mitglieder des Saarländischen Landtages (6. Wahlperiode)
- Kabinett Röder IV
- Kabinett Röder V

## 7. Wahlperiode (1975)
| Wahl vom 4. Mai 1975                    | Wahl vom 4. Mai 1975 | Wahl vom 4. Mai 1975 | Wahl vom 4. Mai 1975 |
| --------------------------------------- | -------------------- | -------------------- | -------------------- |
| Sitzverteilung der 7. Legislaturperiode |                      |                      |                      |
| Wahlberechtigte                         | 803.669              |                      |                      |
| Wahlbeteiligung                         | 714.039              | 88,8 %               |                      |
| gültige Stimmen                         | 706.238              | 98,9 %               |                      |
| CDU                                     | 347.094              | 49,1 %               | 25 Mand.             |
| SPD                                     | 295.406              | 41,8 %               | 22 Mand.             |
| FDP/DPS                                 | 52.100               | 7,4 %                | 3 Mand.              |
| DKP                                     | 6.864                | 1,0 %                | — Mand.              |
| NPD                                     | 4.774                | 0,7 %                | — Mand.              |
| Summen                                  |                      | 100,0 %              | 50 Mand.             |

Bei der Wahl vom 4. Mai 1975 stellte sich Ministerpräsident Franz Josef Röder erneut zur Wiederwahl.
Röders Herausforderer war der SPD-Landes- und Fraktionsvorsitzende Friedel Läpple.
Während SPD und FDP gemeinsam 49,2 Prozent der Stimmen erreichten, kam die bislang allein regierende CDU auf 49,1 Prozent der Stimmen. Dies bedeutete eine Mandatszahl von jeweils 25 für beide Lager.
Auf Grund des Patts regierte Röder bis 1977 in einer Minderheitsregierung, bis die FDP 1977 in eine Koalition mit der CDU eintrat und Röder somit wieder über eine regierungsfähige Mehrheit verfügte.
Als Konsequenz aus diesem Ergebnis beschloss der Landtag, die Anzahl der Abgeordneten auf 51 zu erhöhen, um künftig Pattsituationen zu vermeiden.
Am 25. Juni 1979 kündigte Franz Josef Röder seinen Rücktritt an und erklärte Werner Zeyer zu seinem Wunschnachfolger. Am Tag nach dieser Erklärung verstarb Röder überraschend. Zeyer wurde daraufhin vom Landtag zum neuen Regierungschef gewählt.
Siehe auch:
- Landtagswahl im Saarland 1975
- Liste der Mitglieder des Saarländischen Landtages (7. Wahlperiode)
- Kabinett Röder V
- Kabinett Röder VI
- Kabinett Zeyer I

## 8. Wahlperiode (1980)
| Wahl vom 27. April 1980                 | Wahl vom 27. April 1980 | Wahl vom 27. April 1980 | Wahl vom 27. April 1980 |
| --------------------------------------- | ----------------------- | ----------------------- | ----------------------- |
| Sitzverteilung der 8. Legislaturperiode |                         |                         |                         |
| Wahlberechtigte                         | 826.219                 |                         |                         |
| Wahlbeteiligung                         | 702.466                 | 85,0 %                  |                         |
| gültige Stimmen                         | 694.745                 | 98,9 %                  |                         |
| SPD                                     | 315.432                 | 45,4 %                  | 24 Mand.                |
| CDU                                     | 305.584                 | 44,0 %                  | 23 Mand.                |
| FDP/DPS                                 | 47.977                  | 6,9 %                   | 4 Mand.                 |
| Grüne                                   | 19.945                  | 2,9 %                   | — Mand.                 |
| DKP                                     | 3.703                   | 0,5 %                   | — Mand.                 |
| CSWU                                    | 2.104                   | 0,3 %                   | — Mand.                 |
| Summen                                  |                         | 100,0 %                 | 51 Mand.                |

Bei der Landtagswahl am 27. April 1980 stellte sich der seit 1979 amtierende Ministerpräsident Werner Zeyer der Wiederwahl. Für die SPD trat erstmals der Saarbrücker Oberbürgermeister Oskar Lafontaine an. Unter seiner Führung wurde die SPD zwar zum ersten Mal stärkste Kraft im Saarland, jedoch konnte sich Zeyer mit Unterstützung der FDP in seinem Amt behaupten.
Siehe auch:
- Landtagswahl im Saarland 1980
- Liste der Mitglieder des Saarländischen Landtages (8. Wahlperiode)
- Kabinett Zeyer II
- Kabinett Zeyer III

## 9. Wahlperiode (1985)
| Wahl vom 10. März 1985                  | Wahl vom 10. März 1985 | Wahl vom 10. März 1985 | Wahl vom 10. März 1985 |
| --------------------------------------- | ---------------------- | ---------------------- | ---------------------- |
| Sitzverteilung der 9. Legislaturperiode |                        |                        |                        |
| Wahlberechtigte                         | 844.038                |                        |                        |
| Wahlbeteiligung                         | 717.448                | 85,0 %                 |                        |
| gültige Stimmen                         | 704.901                | 98,3 %                 |                        |
| SPD                                     | 346.595                | 49,2 %                 | 26 Mand.               |
| CDU                                     | 262.975                | 37,3 %                 | 20 Mand.               |
| FDP/DPS                                 | 70.713                 | 10,0 %                 | 5 Mand.                |
| Grüne                                   | 17.642                 | 2,5 %                  | — Mand.                |
| NPD                                     | 4.659                  | 0,7 %                  | — Mand.                |
| DKP                                     | 2.317                  | 0,3 %                  | — Mand.                |
| Summen                                  |                        | 100,0 %                | 51 Mand.               |

Bei der Landtagswahl vom 10. März 1985 kam es zu einem erneuten Zusammentreffen der Spitzenkandidaten von 1980: Werner Zeyer trat erneut als Ministerpräsident an und wurde von Oskar Lafontaine herausgefordert.
Diesmal erreichte die SPD eine knappe absolute Mehrheit, so dass Lafontaine im zweiten Anlauf Ministerpräsident wurde.
Diese Wahl fand aus mehreren Aspekten heraus eine bundesweite Beachtung: Einerseits wurde Lafontaine erster sozialdemokratischer Ministerpräsident des Saarlands. Auch stellt es in der bundesdeutschen Wahlgeschichte einen eher seltenen Vorgang dar, dass eine Partei aus der Opposition heraus die absolute Mehrheit erreichte. Zum anderen war dieser Wahlerfolg für die innerparteiliche Ausrichtung der SPD von Interesse: Lafontaine hatte als „Parteilinker“ in einem traditionell eher konservativen Bundesland die Mehrheit errungen, wohingegen am gleichen Tag der als „Parteirechter“ geltende ehemalige Bundesfinanz- und Verteidigungsminister Hans Apel in der traditionellen SPD-Hochburg Berlin eine schwere Niederlage erlitt.
Dieser Umstand führte innerhalb der SPD zu einer Diskussion über ihre inhaltliche Ausrichtung.
Siehe auch:
- Landtagswahl im Saarland 1985
- Liste der Mitglieder des Saarländischen Landtages (9. Wahlperiode)
- Kabinett Lafontaine I

## 10. Wahlperiode (1990)
| Wahl vom 28. Januar 1990                 | Wahl vom 28. Januar 1990 | Wahl vom 28. Januar 1990 | Wahl vom 28. Januar 1990 |
| ---------------------------------------- | ------------------------ | ------------------------ | ------------------------ |
| Sitzverteilung der 10. Legislaturperiode |                          |                          |                          |
| Wahlberechtigte                          | 842.754                  |                          |                          |
| Wahlbeteiligung                          | 700.981                  | 83,2 %                   |                          |
| gültige Stimmen                          | 694.101                  | 99,0 %                   |                          |
| SPD                                      | 377.502                  | 54,4 %                   | 30 Mand.                 |
| CDU                                      | 231.983                  | 33,4 %                   | 18 Mand.                 |
| FDP/DPS                                  | 39.113                   | 5,6 %                    | 3 Mand.                  |
| Die Republikaner                         | 23.263                   | 3,4 %                    | — Mand.                  |
| Grüne                                    | 18.380                   | 2,6 %                    | — Mand.                  |
| NPD                                      | 1.628                    | 0,2 %                    | — Mand.                  |
| FAMILIE                                  | 1.396                    | 0,2 %                    | — Mand.                  |
| DKP                                      | 836                      | 0,1 %                    | — Mand.                  |
| Summen                                   |                          | 100,0 %                  | 51 Mand.                 |

Die Landtagswahl am 28. Januar 1990 stand unter großem bundespolitischen Interesse: Von ihr sollte letztendlich die Frage abhängen, ob Ministerpräsident Lafontaine bei der für das Ende des Jahres geplanten Bundestagswahl als Kanzlerkandidat der SPD gegen Bundeskanzler Helmut Kohl antreten sollte.
Die SPD konnte ihre absolute Mehrheit deutlich ausbauen und erreichte mit einem Stimmenanteil in Höhe von 54,4 Prozent der Stimmen ihr bis heute bestes Ergebnis, demgegenüber die CDU unter ihrem Spitzenkandidaten, Bundesumweltminister Klaus Töpfer, Verluste erlitt.
Lafontaine wurde als Ministerpräsident wiedergewählt und zum Kanzlerkandidaten der SPD ausgerufen.
Jedoch konnte sich Lafontaine in dem folgenden Bundestagswahlkampf, der sehr stark von dem Prozess der deutschen Einheit geprägt war, gegen Helmut Kohl nicht durchsetzen, so dass er Ministerpräsident im Saarland blieb.
Siehe auch:
- Landtagswahl im Saarland 1990
- Liste der Mitglieder des Saarländischen Landtages (10. Wahlperiode)
- Kabinett Lafontaine II

## 11. Wahlperiode (1994)
| Wahl vom 16. Oktober 1994                | Wahl vom 16. Oktober 1994 | Wahl vom 16. Oktober 1994 | Wahl vom 16. Oktober 1994 |
| ---------------------------------------- | ------------------------- | ------------------------- | ------------------------- |
| Sitzverteilung der 11. Legislaturperiode |                           |                           |                           |
| Wahlberechtigte                          | 835.686                   |                           |                           |
| Wahlbeteiligung                          | 697.962                   | 83,5 %                    |                           |
| gültige Stimmen                          | 688.880                   | 98,7 %                    |                           |
| SPD                                      | 340.091                   | 49,4 %                    | 27 Mand.                  |
| CDU                                      | 265.871                   | 38,6 %                    | 21 Mand.                  |
| Bü90/Grüne                               | 38.087                    | 5,5 %                     | 3 Mand.                   |
| FDP/DPS                                  | 14.206                    | 2,1 %                     | — Mand.                   |
| Die Republikaner                         | 9.708                     | 1,4 %                     | — Mand.                   |
| Graue                                    | 4.078                     | 0,6 %                     | — Mand.                   |
| BFB                                      | 3.947                     | 0,6 %                     | — Mand.                   |
| Freie Wähler                             | 3.710                     | 0,5 %                     | — Mand.                   |
| FAMILIE                                  | 3.329                     | 0,5 %                     | — Mand.                   |
| Sonstige                                 | 5.761                     | 0,8 %                     | — Mand.                   |
| Summen                                   |                           | 100,0 %                   | 51 Mand.                  |

Die Landtagswahl am 16. Oktober 1994 fand parallel zur Bundestagswahl und den Landtagswahlen in Thüringen und Mecklenburg-Vorpommern statt.
Ursprünglicher Wahltermin wäre der Januar 1995 gewesen, jedoch einigten sich die Landtagsfraktionen einstimmig darauf, den Landtag vorzeitig aufzulösen, um die Wahl mit der Bundestagswahl zusammenlegen zu können und den Saarländern zwei direkt aufeinander folgende Urnengänge zu ersparen.
Für die SPD trat erneut Ministerpräsident Lafontaine an, für die CDU wiederum Klaus Töpfer.
Die SPD konnte bei Verlusten ihre absolute Mehrheit behaupten, während die CDU trotz Zugewinnen in der Opposition verblieb. Die FDP verfehlte den Wiedereinzug in den Landtag, wohingegen Bündnis 90/Die Grünen erstmals in den saarländischen Landtag einzogen.
Parallel dazu verlor die SPD auf Bundesebene trotz Zugewinnen und bei Verlusten der CDU/CSU die Bundestagswahl, so dass Helmut Kohl erneut als Bundeskanzler wiedergewählt wurde.
Als Folge des Wahlergebnisses und der Ergebnisse auf Bundesebene blieb Lafontaine, der parallel zu seiner Spitzenkandidatur im Saarland als Schattenfinanzminister im Wahlkampfteam des SPD-Kanzlerkandidaten Rudolf Scharping fungierte, Ministerpräsident im Saarland, wohingegen Klaus Töpfer weiterhin als Bundesminister unter Helmut Kohl in der Bundespolitik verblieb.
Siehe auch:
- Landtagswahl im Saarland 1994
- Liste der Mitglieder des Saarländischen Landtages (11. Wahlperiode)
- Kabinett Lafontaine III
- Kabinett Klimmt

## 12. Wahlperiode (1999)
| Wahl vom 5. September 1999               | Wahl vom 5. September 1999 | Wahl vom 5. September 1999 | Wahl vom 5. September 1999 |
| ---------------------------------------- | -------------------------- | -------------------------- | -------------------------- |
| Sitzverteilung der 12. Legislaturperiode |                            |                            |                            |
| Wahlberechtigte                          | 822.810                    |                            |                            |
| Wahlbeteiligung                          | 565.523                    | 68,7 %                     |                            |
| gültige Stimmen                          | 557.337                    | 98,5 %                     |                            |
| CDU                                      | 253.856                    | 45,5 %                     | 26 Mand.                   |
| SPD                                      | 247.311                    | 44,4 %                     | 25 Mand.                   |
| Bü90/Grüne                               | 18.106                     | 3,2 %                      | — Mand.                    |
| FDP/DPS                                  | 14.259                     | 2,6 %                      | — Mand.                    |
| Die Republikaner                         | 7.328                      | 1,3 %                      | — Mand.                    |
| FAMILIE                                  | 5.623                      | 1,0 %                      | — Mand.                    |
| PDS                                      | 4.490                      | 0,8 %                      | — Mand.                    |
| Freie Wähler                             | 4.157                      | 0,7 %                      | — Mand.                    |
| ÖDP                                      | 1.557                      | 0,3 %                      | — Mand.                    |
| CM                                       | 650                        | 0,1 %                      | — Mand.                    |
| Summen                                   |                            | 99,9 %                     | 51 Mand.                   |

In der 11. Wahlperiode kam es zu einigen personellen Veränderungen innerhalb der Landespolitik: Ministerpräsident Lafontaine hatte im November 1995 den Bundesvorsitz der SPD übernommen. Als Konsequenz ging er neben SPD-Kanzlerkandidat Gerhard Schröder als zweite Führungsfigur in den Bundestagswahlkampf 1998, welchen die SPD deutlich gewann.
Oskar Lafontaine wechselte daraufhin im Oktober 1998 als Finanzminister ins erste Kabinett Schröder in die Bundespolitik und legte entsprechend sein Amt als Ministerpräsident nieder. Sein Nachfolger im Saarland wurde Reinhard Klimmt.
Klimmt trat bei der Landtagswahl mit dem Ziel an, seine Landesregierung im Amt bestätigen zu lassen. Sein Herausforderer Peter Müller war seit 1995 Vorsitzender der Saar-CDU.
Auf Grund des allgemein als negativ bewerteten Starts der Rot-Grünen Bundesregierung unter Gerhard Schröder geriet die SPD im September 1999 in einen bundesweiten Negativtrend, der sich bei dieser Landtagswahl im Saarland bemerkbar machte.
Auch wirkte es sich für die saarländische SPD negativ aus, dass Oskar Lafontaine als langjährige Führungskraft im Saarland bereits im März 1999, wenige Monate nach seinem Antritt als Finanzminister, im Streit mit Bundeskanzler Schröder seine Ämter als Finanzminister und SPD-Vorsitzender abgab und sein Bundestagsmandat niederlegte und seither als Kritiker der Partei auftrat.
Auch wenn die Verluste der SPD im Vergleich zu den anderen Landtagswahlen des Jahres 1999 recht moderat ausfielen und sie mit 44,4 Prozent der Stimmen durch das Ziel ging, wurde sie von der CDU, die ihrerseits 45,5 Prozent erhielt, überflügelt.
Da sowohl FDP als auch Bündnis 90/Die Grünen den Einzug in den Landtag verfehlten, gab es in der 12. Wahlperiode mit CDU und SPD nur zwei Fraktionen im Landtag, von denen die CDU mit einem Vorsprung von gut 6.000 Wählerstimmen und einem Mandat Vorsprung die absolute Mehrheit erhielt.
Peter Müller wurde somit neuer Ministerpräsident des Saarlandes.
Mit knapp 69 % war die Wahlbeteiligung deutlich niedriger als in der Vergangenheit.
Siehe auch:
- Landtagswahl im Saarland 1999
- Liste der Mitglieder des Saarländischen Landtages (12. Wahlperiode)
- Kabinett Müller I

## 13. Wahlperiode (2004)
| Wahl vom 5. September 2004               | Wahl vom 5. September 2004 | Wahl vom 5. September 2004 | Wahl vom 5. September 2004 |
| ---------------------------------------- | -------------------------- | -------------------------- | -------------------------- |
| Sitzverteilung der 13. Legislaturperiode |                            |                            |                            |
| Wahlberechtigte                          | 816.032                    |                            |                            |
| Wahlbeteiligung                          | 452.856                    | 55,5 %                     |                            |
| gültige Stimmen                          | 441.628                    | 97,5 %                     |                            |
| CDU                                      | 209.690                    | 47,5 %                     | 27 Mand.                   |
| SPD                                      | 136.224                    | 30,8 %                     | 18 Mand.                   |
| Bü90/Grüne                               | 24.830                     | 5,6 %                      | 3 Mand.                    |
| FDP/DPS                                  | 22.842                     | 5,2 %                      | 3 Mand.                    |
| NPD                                      | 17.590                     | 4,0 %                      | — Mand.                    |
| FAMILIE                                  | 13.106                     | 3,0 %                      | — Mand.                    |
| PDS                                      | 10.240                     | 2,3 %                      | — Mand.                    |
| Graue                                    | 6.285                      | 1,4 %                      | — Mand.                    |
| DSO                                      | 459                        | 0,1 %                      | — Mand.                    |
| DP                                       | 362                        | 0,1 %                      | — Mand.                    |
| Summen                                   |                            | 100,0 %                    | 51 Mand.                   |

Die Wahl zum Landtag des Saarlandes fand am 5. September 2004 statt.
Insgesamt zehn Parteien standen zur Wahl.
Peter Müller von der CDU trat an, um die absolute Mehrheit aus dem Jahr 1999 zu verteidigen, während die SPD mit ihrem Spitzenkandidaten Heiko Maas starke Verluste als Folge des Bundestrendes und der Querelen zwischen der Partei und Oskar Lafontaine befürchten musste. Bündnis 90/Die Grünen und FDP kämpften um den Wiedereinzug in den Landtag, dem Bündnis 90/Die Grünen seit 1999 und FDP seit 1994 nicht mehr angehörten.
Tatsächlich konnte die CDU ihr Ergebnis von 1999 um zwei Prozentpunkte verbessern und die absolute Mehrheit der Mandate ausbauen, während die SPD erdrutschartige Verluste von mehr als 13 Prozentpunkten hinnehmen musste und sieben Mandate im Landtag verlor. Die Berliner Parteiführung der SPD schrieb Lafontaine erhebliche Mitschuld an diesem Ergebnis zu.
Bündnis 90/Die Grünen und FDP gelang der Einzug in den Landtag mit jeweils drei Mandaten. Nach dem Wechsel von Barbara Spaniol von den Grünen zur Linken am 7. August 2007 waren auch diese mit einer fraktionslosen Abgeordneten im Landtag vertreten.
Hervorzuheben ist die mit 55 % aller Wahlberechtigten besonders niedrige Wahlbeteiligung.
Siehe auch:
- Landtagswahl im Saarland 2004
- Liste der Mitglieder des Saarländischen Landtages (13. Wahlperiode)
- Kabinett Müller II

## 14. Wahlperiode (2009)
| Wahl vom 30. August 2009                 | Wahl vom 30. August 2009 | Wahl vom 30. August 2009 | Wahl vom 30. August 2009 |
| ---------------------------------------- | ------------------------ | ------------------------ | ------------------------ |
| Sitzverteilung der 14. Legislaturperiode |                          |                          |                          |
| Wahlberechtigte                          | 804.622                  |                          |                          |
| Wahlbeteiligung                          | 544.220                  | 67,6 %                   |                          |
| gültige Stimmen                          | 534.793                  | 98,3 %                   |                          |
| CDU                                      | 184.537                  | 34,5 %                   | 19 Mand.                 |
| SPD                                      | 131.241                  | 24,5 %                   | 13 Mand.                 |
| DIE LINKE                                | 113.664                  | 21,3 %                   | 11 Mand.                 |
| FDP/DPS                                  | 49.064                   | 9,2 %                    | 5 Mand.                  |
| Bü90/Grüne                               | 31.516                   | 5,9 %                    | 3 Mand.                  |
| FAMILIE                                  | 10.710                   | 2,0 %                    | — Mand.                  |
| NPD                                      | 8.099                    | 1,5 %                    | — Mand.                  |
| FW                                       | 4.528                    | 0,8 %                    | — Mand.                  |
| FBU                                      | 754                      | 0,1 %                    | — Mand.                  |
| GUR                                      | 680                      | 0,1 %                    | — Mand.                  |
| Summen                                   |                          | 100,0 %                  | 51 Mand.                 |

Die Landtagswahl im Saarland fand am 30. August 2009 statt, gleichzeitig mit den Landtagswahlen in Sachsen und Thüringen und den Kommunalwahlen in Nordrhein-Westfalen.
Für die CDU trat, zum nunmehr dritten Mal, Peter Müller als Spitzenkandidat an, für die SPD erneut Heiko Maas.
Interessant wurde die Wahl zum einen, weil sie, zusammen mit den anderen beiden Landtagswahlen, den letzten "Stimmungstest" vor der Bundestagswahl vier Wochen später darstellte. Zum anderen trat für die Linke Oskar Lafontaine an, der im Jahr 2005 aus der SPD ausgetreten und zur Linken gewechselt war. Dort war er inzwischen Bundesvorsitzender und Fraktionschef im Bundestag.
Die erheblichen Stimmengewinne der Linkspartei sind nach Auffassung der Wahlbeobachter zum großen Teil der Person Lafontaines geschuldet, der als ehemaliger Ministerpräsident über hohe Sympathiewerte im Saarland verfügte. Den Gewinnen der Linken standen erhebliche Verluste der CDU gegenüber, die nach zehn Jahren ihre absolute Mehrheit einbüßte. Von den CDU-Verlusten konnte die SPD nicht profitieren, die ebenfalls Verluste hinnehmen musste.
Die Koalitionsbildung stieß auf bundesweites Interesse: Da weder eine Koalition aus CDU und FDP noch eine aus SPD und Grünen eine Mehrheit besaß, luden sowohl Peter Müller als auch Heiko Maas zu Koalitionsverhandlungen ein. Maas verhandelte über die Bildung einer Rot-Rot-Grünen Koalition, die insofern ein Novum gewesen wäre, als die Linkspartei in Westdeutschland noch nie Regierungsverantwortung übernommen hatte. Parallel verhandelte Peter Müller über die Bildung einer "Jamaika-Koalition", die es auf Landesebene ebenfalls noch nie gegeben hatte und somit auch ein Novum darstellen würde.
Im Ergebnis gaben Bündnis 90/Die Grünen den Ausschlag. Nach mehreren Wochen Verhandlungen entschieden sie sich, eine Koalition mit CDU und FDP zu bilden, so dass es erstmals zu einer Jamaikakoalition kam. Peter Müller wurde im Amt bestätigt.
Im August 2011 trat Müller von seinem Amt zurück. Als seine Nachfolgerin wurde am 10. August 2011 Annegret Kramp-Karrenbauer gewählt. Die Minister des neuen Kabinetts wurden am 24. August ernannt und vereidigt.
Am 6. Januar 2012 kündigte Kramp-Karrenbauer das Ende der Jamaika-Koalition wegen Personalquerelen in der FDP an. Für den 19. Januar 2012 wurden daher Neuwahlen angesetzt.
Siehe auch:
- Landtagswahl im Saarland 2009
- Liste der Mitglieder des Saarländischen Landtages (14. Wahlperiode)
- Kabinett Müller III
- Kabinett Kramp-Karrenbauer I

## 15. Wahlperiode (2012)
| Wahl vom 25. März 2012                   | Wahl vom 25. März 2012 | Wahl vom 25. März 2012 | Wahl vom 25. März 2012 |
| ---------------------------------------- | ---------------------- | ---------------------- | ---------------------- |
| Sitzverteilung der 15. Legislaturperiode |                        |                        |                        |
| Wahlberechtigte                          | 797.512                |                        |                        |
| Wahlbeteiligung                          | 491.591                | 61,6 %                 |                        |
| gültige Stimmen                          | 481.294                | 98,3 %                 |                        |
| CDU                                      | 169.617                | 35,2 %                 | 19 Mand.               |
| SPD                                      | 147.170                | 30,6 %                 | 17 Mand.               |
| DIE LINKE                                | 77.612                 | 16,1 %                 | 9 Mand.                |
| PIRATEN                                  | 35.656                 | 7,4 %                  | 4 Mand.                |
| Bü90/Grüne                               | 24.252                 | 5,0 %                  | 2 Mand.                |
| FAMILIE                                  | 8.394                  | 1,7 %                  | — Mand.                |
| FDP/DPS                                  | 5.871                  | 1,2 %                  | — Mand.                |
| NPD                                      | 5.606                  | 1,2 %                  | — Mand.                |
| FW                                       | 4.173                  | 0,9 %                  | — Mand.                |
| Die PARTEI                               | 2.222                  | 0,5 %                  | — Mand.                |
| Direkte Demokratie                       | 721                    | 0,1 %                  | — Mand.                |
| Summen                                   |                        | 100,0 %                | 51 Mand.               |

Nach erfolglosen Koalitionsverhandlungen zwischen der regierenden CDU unter Annegret Kramp-Karrenbauer und der in der Opposition stehenden SPD unter Heiko Maas gaben beide Parteien am 19. Januar 2012 bekannt, möglichst schnell zu Neuwahlen zu kommen, um einer neuen Regierung eine entsprechende Legitimation zu geben. Eine mögliche Große Koalition war damit gescheitert. Mit den Stimmen von CDU, SPD, den Grünen und der Linken löste sich der Landtag in seiner Sitzung vom 26. Januar auf. Die FDP enthielt sich der Stimme. Die Wahl fand am 25. März 2012 statt. Der neue saarländische Landtag wurde für fünf Jahre bis 2017 gewählt. Sechs Wochen nach der Wahl beschlossen CDU und SPD ihren Koalitionsvertrag und wählten am 9. Mai 2012 die CDU-Landesvorsitzende Kramp-Karrenbauer zur Ministerpräsidentin dieser Großen Koalition.
Siehe auch:
- Landtagswahl im Saarland 2012
- Liste der Mitglieder des Saarländischen Landtages (15. Wahlperiode)
- Kabinett Kramp-Karrenbauer II

## 16. Wahlperiode (2017)
| Wahl vom 26. März 2017                   | Wahl vom 26. März 2017 | Wahl vom 26. März 2017 | Wahl vom 26. März 2017 |
| ---------------------------------------- | ---------------------- | ---------------------- | ---------------------- |
| Sitzverteilung der 16. Legislaturperiode |                        |                        |                        |
| Wahlberechtigte                          | 774.951                |                        |                        |
| Wahlbeteiligung                          | 540.290                | 69,7 %                 |                        |
| gültige Stimmen                          | 533.783                | 98,8 %                 |                        |
| CDU                                      | 217.263                | 40,7 %                 | 24 Mand.               |
| SPD                                      | 158.057                | 29,6 %                 | 17 Mand.               |
| DIE LINKE                                | 68.566                 | 12,9 %                 | 7 Mand.                |
| AfD                                      | 32.971                 | 6,2 %                  | 3 Mand.                |
| Bü90/Grüne                               | 21.392                 | 4,0 %                  | — Mand.                |
| FDP/DPS                                  | 17.419                 | 3,3 %                  | — Mand.                |
| FAMILIE                                  | 4.435                  | 0,8 %                  | — Mand.                |
| PIRATEN                                  | 3.979                  | 0,8 %                  | — Mand.                |
| NPD                                      | 3.744                  | 0,7 %                  | — Mand.                |
| FW                                       | 2.146                  | 0,4 %                  | — Mand.                |
| LKR                                      | 1.179                  | 0,2 %                  | — Mand.                |
| REFORMER                                 | 880                    | 0,2 %                  | — Mand.                |
| DIE EINHEIT                              | 872                    | 0,2 %                  | — Mand.                |
| DBD                                      | 543                    | 0,1 %                  | — Mand.                |
| BGE                                      | 286                    | 0,1 %                  | — Mand.                |
| Summen                                   |                        | 100,0 %                | 51 Mand.               |

Aus den Wahlen ging die CDU von Ministerpräsidentin Kramp-Karrenbauer als stärkste Kraft hervor, gefolgt von der SPD und der Linken. Die AfD, die erstmals zu einer Landtagswahl im Saarland antrat, zog mit 6,2 % der Stimmen ins Parlament ein. Die Piraten und die Grünen scheiterten an der Fünf-Prozent-Hürde und schieden aus dem Landtag aus. Der FDP gelang der Wiedereinzug in den Landtag nicht. Umfragen wenige Wochen vor der Wahl hatten ein Kopf-an-Kopf-Rennen der beiden Koalitionspartner CDU und SPD prognostiziert, weshalb die Linke eine Regierung mit der SPD angestrebt hatte. Im Vergleich zur Wahl 2012 konnte die CDU mit Gewinnen von 5,5 Prozentpunkten ihr Ergebnis jedoch deutlich verbessern, während die SPD praktisch unverändert blieb.
Die CDU/SPD-Koalition wurde fortgesetzt und Kramp-Karrenbauer blieb im neuen Kabinett die Ministerpräsidentin. Zum 1. März 2018 übernahm Tobias Hans das Ministerpräsidentenamt, nachdem Kramp-Karrenbauer angekündigt hatte, als Generalsekretärin ihrer Partei in das Konrad-Adenauer-Haus (Berlin) zu gehen.
Siehe auch:
- Landtagswahl im Saarland 2017
- Liste der Mitglieder des Saarländischen Landtages (16. Wahlperiode)
- Kabinett Kramp-Karrenbauer III
- Kabinett Hans

## 17. Wahlperiode (2022)
| Wahl vom 27. März 2022                   | Wahl vom 27. März 2022 | Wahl vom 27. März 2022 | Wahl vom 27. März 2022 |
| ---------------------------------------- | ---------------------- | ---------------------- | ---------------------- |
| Sitzverteilung der 17. Legislaturperiode |                        |                        |                        |
| Wahlberechtigte                          | 746.307                |                        |                        |
| Wahlbeteiligung                          | 458.113                | 61,4 %                 |                        |
| gültige Stimmen                          | 452.411                | 98,8 %                 |                        |
| SPD                                      | 196.801                | 43,5 %                 | 29 Mand.               |
| CDU                                      | 129.154                | 28,5 %                 | 19 Mand.               |
| AfD                                      | 25.719                 | 5,7 %                  | 3 Mand.                |
| Bü90/Grüne                               | 22.598                 | 4,9 %                  | — Mand.                |
| FDP/DPS                                  | 21.618                 | 4,8 %                  | — Mand.                |
| DIE LINKE                                | 11.689                 | 2,6 %                  | — Mand                 |
| Tierschutzpartei                         | 10.391                 | 2,3 %                  | — Mand.                |
| FW                                       | 7.636                  | 1,7 %                  | — Mand.                |
| dieBasis                                 | 6.448                  | 1,4 %                  | — Mand.                |
| bunt.saar                                | 6.216                  | 1,4 %                  | — Mand.                |
| Die PARTEI                               | 4.716                  | 1,0 %                  | — Mand.                |
| FAMILIE                                  | 3.836                  | 0,8 %                  | — Mand.                |
| Volt                                     | 2.645                  | 0,6 %                  | — Mand.                |
| PIRATEN                                  | 1.318                  | 0,3 %                  | — Mand.                |
| ÖDP                                      | 613                    | 0,1 %                  | — Mand.                |
| SGV                                      | 412                    | 0,1 %                  | — Mand.                |
| Gesundheitsforschung                     | 368                    | 0,1 %                  | — Mand.                |
| Humanisten                               | 233                    | 0,1 %                  | — Mand.                |
| Summen                                   |                        | 100,0 %                | 51 Mand.               |

Aus den Wahlen ging die SPD von Vizeministerpräsidentin Anke Rehlinger als stärkste Kraft hervor. Sie konnte die absolute Mehrheit im Landtag erringen. Die CDU des bisherigen Ministerpräsidenten Tobias Hans musste erhebliche Verluste hinnehmen. Die AfD konnte erneut mit drei Abgeordneten in den Landtag einziehen. Die Grünen und die FDP scheiterten knapp an der Fünf-Prozent-Hürde und verfehlten somit den Einzug in den Landtag. Die Linkspartei musste Verluste im zweistelligen Prozentpunktebereich hinnehmen, nachdem der bisherige Fraktionsvorsitzende und frühere SPD-Ministerpräsident Oskar Lafontaine aus der Partei ausgetreten war, und verfehlte den Wiedereinzug in den Landtag deutlich.
In der Folge wurde die SPD-Landesvorsitzende und bisherige Vizeministerpräsidentin Anke Rehlinger zur Ministerpräsidentin gewählt. Sie bildete eine SPD-Alleinregierung (Kabinett Rehlinger).
Siehe auch:
- Landtagswahl im Saarland 2022
- Liste der Mitglieder des Landtages des Saarlandes (17. Wahlperiode)
- Kabinett Rehlinger